# Скважава (ґміна)
Ґміна Скважава (пол. Gmina Skwarzawa) — колишня сільська ґміна у Золочівському повіті Тернопільського воєводства Республіки Польщі з центром у селі Скварява.
1 серпня 1934 року було створено ґміну Скважава у Золочівському повіті. До неї ввійшли сільські громади: Островчик, Пєтриче, Скважава, Борткув (частина), Фірлеєювка (частина).
Тут налічувалося 1 137 житлових будинків, а населення, станом на 1931 рік, становило 5 568 осіб.
Площа ґміни (на 1934 р.) — 56,69 км².
В 1940 році ґміна була ліквідована у зв'язку з утворенням Красненського району.